# ロッホ

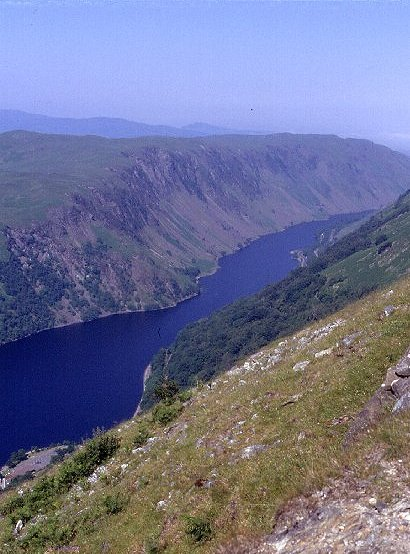
スコットランド最長の淡水ロッホであるオー湖（Loch Awe）

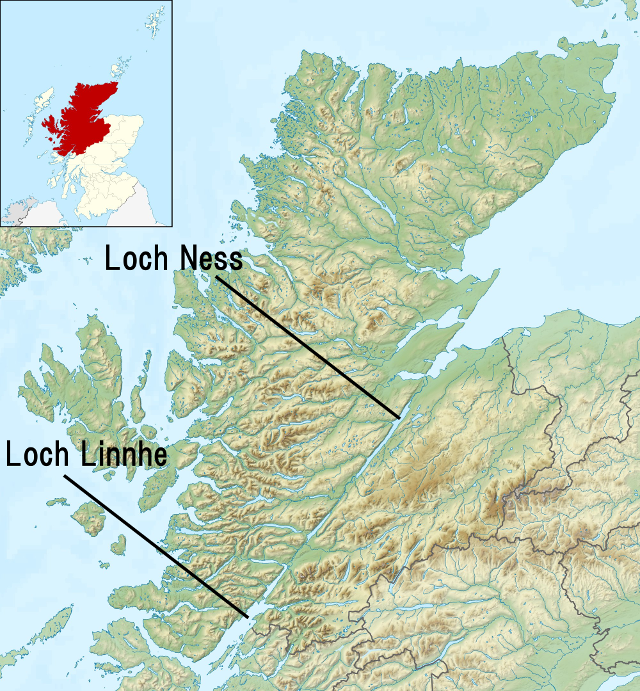
スコットランドのLochの例。淡水のネス湖（Loch Ness）と海水の湾Loch Linnheのいずれも「ロッホ」である。

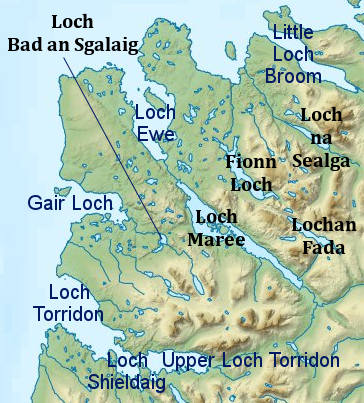
スコットランド北部のLoch Maree（マリー湖）周辺。淡水湖も海水の湾も「ロッホ」である。「Lochan」もみられるが、水域の大きさとの関連性は不明瞭である。

ロッホ（loch）はスコットランドで湖や入り江などの水域を指す語で、特に氷食（氷河による浸食）によって刻まれた谷が細長い線状・帯状の水域となってできた地形を指す語である。山中での淡水の氷河湖と、沿岸部での海水の入り江（フィヨルド）の両方を指す語である。固有名詞としては、人造湖など細長い水域以外にも用いることがあり、スコットランドでは「レイク（lake）」と呼ばれる湖はただ1つしかない。アイルランドではloughと綴る。「ロック」とも。

## 地形
スコットランドの国土の全域は、急峻な山系と峡谷が交互に並んでいて、これらの多くは北東から南西方向へ列をなして連なっている。この地形は、もともとはスカンディナヴィア半島からアイルランド島の北部まで連なっていた山系が、もっぱら最終氷期（ヴュルム氷期）の氷河の移動による浸食作用（氷食）によって削られてできた（差別侵食）。この最終氷期の氷河は勢力が強く、グレートブリテン島では、南部のごく一部を除いてほぼ全域が氷河に覆われた。そしてその氷食作用はたいへん強力で、スコットランドのほぼ全域に急峻な氷河地形を残した。
スコットランドでは、こうしてできた細長いU字谷が北東から南西方向へ何列も伸びている。こうした氷食谷を、スコットランド・ゲール語では、谷の広さによって「strath」「dale」「glen」と呼んでいる。
最終氷期の当時は、世界的に、現在よりも100メートルほど海水面が低かった。最終氷期が終わると（後氷期）この海面が上昇した。日本ではこれを「縄文海進」と呼ぶが、ヨーロッパでは「フランドル海進（Flandrian transgression）」と呼ぶ。これによって氷食谷の端部では海水が侵入し、北東-南西の方角に細長く連なる入り江となった（フィヨルド地形）。こうした入り江は非常に細長く、しばしば山奥深くまで連なっている。
また、氷河が消失し、かつて陸地の上に載っていた荷重がなくなると同時に、増えた海水が海底への新たな荷重となったことで、陸地がゆっくりと隆起を始めた（ハイドロアイソスタシー）。こうして入り江と切り離された氷食谷の底に淡水が貯まり、氷跡湖となった。
スコットランド・ゲール語では、このような細長い氷跡湖や入り江のことを「ロッホ（loch）」と呼ぶ。現代では、人工的に作られたダム湖にも「ロッホ」と命名されているものもある。規模の小さいもの（日本語では「池」や「沼」に相当）は「ロッハン（lochan）」という。ただし「ロッホ」と「ロッハン」の厳密な使い分けはない。
「ロッホ」はスコットランド全域にみられ、その総数は数千ヶ所以上、うち主なものだけでも100ヶ所以上にのぼる。とくにスコットランドの西側では、内陸深くまで入り込んだ入り江や大小の淡水湖のロッホが多い。このような「ロッホ」は、スコットランドでは漁業基地や観光地として利用されている。

## スコットランドの主な「ロッホ」

### 淡水湖
| 現地名            | 読み                                             | 日本語表記例                        | 備考 |
| Loch Awe          | ロッホ・オウ                                     | オー湖                              | 北東の上流端ロッホオー村（Lochawe）から、南西の下流端フォード村（Ford）まで長さ38.8キロメートルの細長い淡水湖。スコットランド最大級の淡水湖の一つで、長さでは最長の淡水湖。現在は水力発電に利用されている。 |
| Loch Ness         | ロッホ・ネス ロッホ・ネッス                      | ネス湖 ネッス湖 ロッホ・ネス        | ネス川の上流にある湖。幅1キロメートル、東西の湖岸はほぼ一直線で、帯状の形状をしている。長さは約38キロメートルで、スコットランド2位。「ロッホ・ネス・モンスター（Loch Ness Monster）」（ネッシー）で有名。 |
| Loch Lomond       | ロッホ・ロモンド ロッホ・ローモンド              | ローモンド湖 ロモンド湖             | 幅は1キロメートルから8キロメートル。細長く、長さは約37キロメートルとスコットランド3位。スコットランドで最大の湖であると同時に、グレートブリテン島で最大の湖である。楽曲「ロッホ・ローモンド（The Bonnie Banks o' Loch Lomond）」で有名。古気候学の分野では「ロッホ・ローモンド再前進期」の名に採用されている。 |
| Loch Shiel        | ロッホ・シール ロッホ・シエル                    | シール湖 シーエル湖                 | 全長約28キロメートルで、淡水湖ではスコットランド4位。 |
| Loch Tay          | ロッホ・テー ロッホ・テイ                        | テイ湖 テー湖                       | 幅は平均して1.2キロメートル、長さは22.4キロメートルと細長く、スコットランドで6番目に大きな淡水湖。ドハート川（River Dochart）とロッヘイ川を（River Lochay）水源とし、下流にテイ川がある。先史時代のケルト人の遺跡や、アレグザンダー1世による修道院跡で有名。 |
| Loch Maree        | ロッホ・マリイ                                   | マリー湖                            | 長さは約20キロメートル。博物学者トマス・ペナント（Thomas Pennant）と地質学者ジョン・マッカロッホ（John MacCulloch）によって紹介され、「スコットランドで最も美しく、変化に富む」とされる。ヴィクトリア女王がマリー湖の湖畔のホテルに滞在中に命名した「ヴィクトリアの滝（Victoria Falls）」がある。 |
| Loch Morar        | ロッホ・モラール                                 | モーラ湖                            | 長さは約20キロメートル。水深300メートル以上で、イギリスで最も深い。 |
| Loch Katrine      | ロッホ・カトリン ロッホ・キャトリン              | カトリン湖                          | 幅は平均して1.6キロメートル、長さはおよそ16キロメートル。現在は人工水路によりグラスゴーの水源になっている。詩人ウォルター・スコットの詩「湖上の美人（The Lady of the Lake）」で有名で、これに触発されたシューベルトが「アヴェ・マリア」を作曲したことでも知られる。「カトリン」はもともと「野盗」を意味する語で、この地を根城にした賊徒がいたことに由来するという。その中でも特にロバート・ロイ・マグレガー（ロブ・ロイ）が有名。下流にはアフレイ湖（Loch Achray）・ヴェナハー湖（Loch Venachar）がある。 |
| Loch Skeen        |                                                  | スキーン湖                          | 旧ダンフリース州と旧セルカーク州の州境として有名な「グレイメアズテイル滝（Grey Mare's Tail）」の水源。滝は詩人ウォルター・スコットの詩「マーミオン（Marmion）」にも登場する。 |
| St Mary's Loch    |                                                  | セント・メアリー湖 セント・メアリ湖 | 詩人ウォルター・スコットの詩「マーミオン（Marmion）」で美しい湖として描かれた。湖畔の宿に文化人が集まることで知られ、トーマス・カーライル、トマス・ド・クインシー、ロバート・ルイス・スティーヴンソン、James Hogg、Christopher Northらが宿に足跡を残している。 |
| Loch Tummel       | ロッホ・チュメル                                 | タメル湖                            | スコットランド女王メアリーやイギリス女王ヴィクトリアが美しい景観を愛したといい、「女王様の見晴台（Queen's View）」で有名。 |
| Loch Coruisk      |                                                  | コルースク湖                        | スカイ島の淡水湖。詩人ウォルター・スコットは「コルスキン湖（Loch Corriskin）」と呼び、長編詩「島々の領主（The Lord of the Isles）」に描いた。 |
| Loch Leven        | ロッホ・レブン ロッホ・レヴン ロッホ・リーヴェン | リーヴン湖 レブン湖 レヴン湖        | 平坦部にある淡水湖で、楕円形をしている。近代に行われた干拓により、湖水面積は減少している。最大の湖中島であるセントサーフ島（St Serf's Island）は、古代に聖サーフ（St Serf）が修道院を築いたと伝わる。2番めに大きい島にはロッホ・リーヴン城があり、スコットランド女王メアリーが処刑前に幽閉されていたことで知られる。 |
| Loch of the Lowes |                                                  | ロウズ湖                            | 一帯は自然保護区になっている。 |
| Loch Achray       | ロッホ・アフレイ                                 | アフレイ湖                          | カトリン湖とヴェナハー湖のあいだにある湖。 |
| Loch Ard          | ロッホアード ロッホ・アルド                      | アード湖 アルド湖                   | フォース川の上流にある湖。 |
| Loch Arkaig       | ロッホ・アルカイグ                               | アーケイグ湖                        | |
| Loch Arklet       | ロッホ・アークレット                             |                                     | |
| Blind Loch        |                                                  | ブラインド湖                        | |
| Castle Loch       |                                                  | カースル湖                          | |
| Loch Chon         | ロッホ・コン                                     |                                     | アード湖の上流にある小さな湖。 |
| Loch Doinel       | ロッホ・ドイン                                   | ドイン湖                            | ルブネイグ湖の上流にある。 |
| Loch Doon         | ロッホ・ヅーン                                   | ヅーン湖                            | |
| Loch Earn         | ロッホ・アーン                                   | アーン湖                            | |
| Loch Ericht       |                                                  | エリヒト湖                          | |
| Loch Faskally     |                                                  | ファスカリー湖                      | ピトロッホリー・ダムによってできたダム湖。湖畔にピトロッホリーがある。 |
| Loch Fyne         | ロッホ・ファイン                                 | ファイン湖                          | |
| Loch Gelly        |                                                  | ゲリー湖                            | 水上スキーで有名。 |
| Loch Insh         | ロッホ・インシュ                                 | インシュ湖                          | |
| Loch Kirk         |                                                  | カーク湖                            | |
| Linlithgow Loch   |                                                  | リンリスゴー湖                      | |
| Mill Loch         |                                                  | ミル湖                              | |
| Loch Lochy        | ロッホ・ロッヒィ                                 | ロッキー湖 ロッヒー湖 ロッヒ湖      | |
| Loch Lubnaig      | ロッホ・ルブネイグ ロッホ・ルーブネイグ          | ルブネイグ湖                        | 幅約1.6キロメートル、長さ約6.4キロメートル。ここから流れ下る湖水は、カトリン湖方面からの川と合流してティース川（River Teith）となり、さらにフォース川に合流してスターリング市へ向かう。 |
| Loch Lyon         |                                                  | ライアン湖                          | |
| Loch Morlich      |                                                  | モーリッヒ湖                        | |
| Loch Oich         | ロッホ・オイク ロッホ・オイッヒ                  | オイク湖 オイホ湖 オイッヒ湖        | |
| Loch Ore          |                                                  | オア湖                              | |
| Loch Rannoch      | ロッホ・ランノク                                 | ランノク湖                          | |
| Loch Spey         | ロッホ・スペイ                                   | スペイ湖                            | |
| Loch Trool        |                                                  | トゥルール湖                        | スコットランド独立戦争の際にロバート1世らが潜伏したと伝わる。 |
| Upper Loch        |                                                  | アッパー湖                          | |
| Loch Venachar     | ロッホ・ヴェンナカル                             | ヴェナハー湖 ヴェンナカル湖         | 幅は南北に約2.4キロメートル、長さは東西に約8キロメートル。上流にはアフレイ湖がある。 |
| Loch Voil         | ロッホ・ヴォイル                                 | ヴォイル湖                          | |

### ロッハン
| 現地名         | 読み | 日本語表記例 | 備考                                         |
| Lochan Meall   |      | ミール湖     | イギリスの最高峰ベン・ネビス山の麓にある池。 |
| Glencoe Lochan |      | グレンコー湖 | グレンコー村（Glencoe）郊外の池。            |

### 入り江
| 現地名       | 読み                        | 日本語表記例             | 備考                        |
| Loch Alsh    |                             | アルシュ湖               |                             |
| Loch Long    | ロッホ・ロング              | ロング湖                 |                             |
| Loch Linnhe  | ロッホ・リニ ロッホ・リンネ | リニー湖 リニ湖 リンネ湖 |                             |
| Loch Eil     | ロッホ・イール              | イール湖                 | Loch Linnheに連なる入り江。 |
| Loch Creran  |                             | クレラン湖               | Loch Linnheに連なる入り江。 |
| Loch Leven   |                             |                          | Loch Linnheに連なる入り江。 |
| Loch Etive   | ロッホ・エーティヴ          | エチーヴェ湖             | Loch Linnheに連なる入り江。 |
| Loch Sunart  | ロッホ・シューナルト        |                          |                             |
| Loch Gilp    |                             | ギルプ                   | クライド湾に連なる入り江。  |
| Loch Broom   | ロッホ・ブルーム            | ブルーム湖               |                             |
| Loch Indaal  |                             | ロッホ・インダール       | アイラ島の入り江。          |
| Loch Morlich |                             | ポートリー湖             | スカイ島の入り江。          |

### 山名につく「ロッホ」
| 現地名    | 読み         | 日本語表記例 | 備考                  |
| Lochnagar | ロホナガール |              | 標高670メートルの山。 |

### 町や村名などにつく「ロッホ」
| 現地名         | 日本語表記例                                   | 備考 |
| Balloch        | バーロッホ                                     | ローモンド湖の湖畔の町。 |
| Pitlochry      | ピトロッホリー ピットロッホリー ピットロホリー | タメル湖に近い町。ヴィクトリア女王が静養に訪れたことでリゾート地として有名になった。イギリス留学中の夏目漱石が静養のために滞在しており、漱石の『永日小品』の「昔」には「ピトロクリ」として登場する。 |
| Lochgelly      | ロッホゲリー                                   | ゲリー湖（Loch Gelly）に近接する町。 |
| Lochmaben      | ロッホメーベン ロッホマベン                    | 町。 |
| Lochmaddy      | ロッホマッヂー ロッホマディ ロッホマッディ     | 村。 |
| Lochaber       | ロッホアバー ロッハバー ロハーバー             | |
| Loch Finlaggan | ロッホ・フィンラガン                           | アイラ島にある遺跡。 |

### 城名につく「ロッホ」
| 現地名            | 読み | 日本語表記例                                           | 備考 |
| Loch Leven Castle |      | ロッホ・リヴン城 ロッホリーヴン城 ロッホ・リーヴェン城 |      |

## アイルランドの主な「ロッホ」

### アイルランドの淡水湖
| 英語名                           | 読み         | 日本語表記例        | 備考                                                               |
| Lough Neagh                      |              | ネイ湖              |                                                                    |
| Lough Allen                      |              | アレン湖            |                                                                    |
| Lough Melvin                     |              | メルヴィン湖        |                                                                    |
| Lough Lower Erne                 |              | 下アーン湖 エルン湖 |                                                                    |
| Lough Upper Erne                 |              | 上アーン湖          |                                                                    |
| Lough Conn                       |              | コン湖              |                                                                    |
| Lough Mask                       |              | マスク湖            |                                                                    |
| Lough Corrib                     |              | コリブ湖            |                                                                    |
| Lough Gill                       | ロッホ・ギル | ギル湖              |                                                                    |
| Lough Ree                        |              | リー湖              |                                                                    |
| Lough Derg                       |              | ダーグ湖            |                                                                    |
| Lough Eske                       |              | エスケ湖            |                                                                    |
| Lough Beagh Loch Ghleann Bheatha |              |                     |                                                                    |
| Gartan Lough Loch Gartáin        |              |                     |                                                                    |
| Kylemore Lough                   |              |                     |                                                                    |
| Loch Gabhair                     |              | ロッホ・ガヴォル    | 古代アイルランドの有力氏族シール・ナイド・スラーネの本拠があった。 |

### アイルランドの入り江
| 英語名           | 読み | 日本語表記例         | 備考 |
| Strangford Lough |      | ストラングフォード湖 |      |
| Belfast Lough    |      |                      |      |

### アイルランドの地名等
| 英語名      | 読み | 日本語表記例         | 備考 |
| Glendalough |      | グレンダロッホ修道院 |      |